# Борис (Плотников)
Епископ Борис (в миру Владимир Владимирович Плотников;  16 (28) июля 1855, Красноярск — 18 ноября (1 декабря) 1901, Гурзуф, Ялтинский уезд, Таврическая губерния) — епископ Русской православной церкви, епископ Ямбургский, викарий Санкт-Петербургской епархии. Богослов.

## Биография
Родился 16 июля 1855 года в семье столоначальника Красноярского Духовного Правления.
По окончании образования в Красноярском Духовном училище и в Томской Духовной Семинарии в 1876 году прибыл на казённый счёт в Казань для поступления в Казанскую Духовную Академию. Несмотря на слабое здоровье (страдал катаром лёгких) блестяще выдержал конкурсные экзамены, был принят в Академию первым студентом и зачислен на церковно-практическое отделение.
В течение студенческой жизни Владимир Плотников держал себя в стороне, редко принимал участие в интимных товарищеских беседах и прослыл за человека гордого и высокомерного. Но это была ошибка, так как на самом деле от природы он был человеком простым и добрым, но весьма сдержанным, застенчивым и неговорливым. Скоро обнаружилось, что Плотников обладал выдающимися умственными дарованиями, весьма основательной научной подготовкой и неутомимой жаждой знаний. Поступив в Академию с основательным знанием древних языков, Плотников в Академии основательно изучил английский язык и сверх того серьёзно занялся изучением славянских наречий у известного лингвиста Иван Будуэн-Куртенэ, бывшего в то время профессором Казанского университета. Под его руководством Плотников изучил польский язык. Языкознание не составляло специальной задачи учёных занятий, а приобреталось им лишь в качестве вспомогательного средства для богословских исследований.
Научно-литературные труды первоначально выражались в весьма дельных студенческих семестровых сочинениях. Так, ещё на первом курсе он написал «Разбор сравнительной мифологии Макса Мюллера», который был им напечатан в «Филологических записках» (1879 г., вып. II и IV); на втором курсе им было написано «Палеографико-глоттологическое исследование среднеболгарского Служебника 1532 года», напечатанное потом в тех же «Филологических записках». А в 1890 году в журнале А. А. Хованского была опубликована статьи Плотникова «Об изучения истории просвещения вообще и истории литературы в особенности» и «Главные черты арийской доисторической культуры по данным сравнительного языкознания».
На третьем курсе темой для кандидатского сочинения Плотников избрал: «Главные моменты в истории христианского просвещения в его отношении к древнему греко-римскому образованию и греко-римской науке и литературе, от начала христианства до эпохи возрождения». Это сочинение не только доставило автору степень кандидата богословия, но и обратило на него внимание профессуры как на весьма талантливого юношу. Ему было предложено серьезно заняться словесностью и литературой и на четвёртом курсе он избрал их своей специальностью вместе с Основным богословием. По окончании курса он представил в качестве учёной работы сочинение на тему: «Основные принципы научной истории литературы».
В 1880 году по окончании Академии со степенью кандидата богословия, Плотников должен был перейти на кафедру словесности и истории литературы и работать в сфере науки, наиболее сродной его натуре, но неожиданное обстоятельство совершенно изменило его положение и увлекло далеко от родной Академии.
В июне 1880 года, вскоре по окончании выпускных экзаменов в Академии, в Казань приехал начальник Японской миссии Николай (Касаткин). Его беседа, раскрывшая блестящую перспективу миссионерской деятельности в отдалённой Японии, произвела на Плотникова столь сильное впечатление, что он, забыв об обещании, данном Академии, сразу дал своё согласие на поступление в миссию, в надежде найти там более широкое поприще для применения своих богатых сил и дарований. Но этому желанию не суждено было осуществиться, так как поступить в Японскую миссию можно было не иначе, как только с принятием монашества, тогда Плотников не был готов к такой перемене своего звания и наотрез отказался. Потеряв и приват-доцентуру, он вынужден был принять назначение на должность преподавателя словесности с историей русской литературы и логики в Томской семинарии. Служба в Сибири была для него временем тяжких испытаний и лишений.
Широко талантливая натура молодого преподавателя не могла ограничиваться рамками семинарской программы, а неутомимая жажда знаний и учёных работ не находили себе удовлетворения при сравнительной бедности семинарских библиотек. Все это создавало мрачное настроение и притупляло дарование.
После четырёх лет работы в Томской Семинарии, в 1884 году Академия вспомнила о своём питомце. Совет Казанской Духовной Академии избрал его на вакантную кафедру метафизики, освободившуюся за смертью профессора.
Так как устав Академии обязывал исполняющих должность доцента в течение двух лет представить магистерские диссертации, то молодой метафизик энергично взялся за работу и через год представил в Совет Академии диссертацию на тему: «История христианского просвещения в его отношениях к древней греко-римской образованности. Период первый от начала христианства до Константина Великого». Одновременно с этой диссертацией он представил новую работу: «Вопрос о классиках» (Взгляд на его историю, его современное состояние и значение).
Пока эти его сочинения находились на рассмотрении рецензента, он успел продолжить свой труд и довёл историю христианского просвещения до конца царствования Юстиниана. Сочинение удостоено похвального отзыва со стороны рецензента, указавшего в числе многих достоинств автора «замечательную ясность и широту его взгляда, умение разбираться в самых сложных и трудных вопросах, способность к синтезу, обобщение разнообразных мнений и суждений, необыкновенную ясность и отчетливость изложения». Плотников удостоен степени магистра богословия и утвержден в должности доцента Академии.
К этому же времени у Плотникова вставал вопрос о жизни. Холостая одинокая жизнь тяготила его, страшно мучила тоска и неудовлетворённость жизнью и он ухватился за мысль о монашестве.
29 марта 1886 года состоялось пострижение его в монахи с именем Борис. Вскоре затем он был рукоположён во иеродиакона и ко дню Св. Пасхи — во иеромонаха.
В октябре того же года он был назначен инспектором Московской Духовной Академии с возведением в сан архимандрита. Одновременно с инспекторством ему была назначена кафедра «Введения в круг богословских наук».
В 1888 году архимандрит Борис был переведён на должность ректора Киевской Духовной Семинарии. Вместе с этим он сделался редактором издаваемого при Семинарии журнала «Руководство для сельских пастырей» и председателем Комитета по изданию журнала «Воскресное чтение» с повременными выпусками «Киевских листков» религиозно-нравственного содержания.
В конце 1888 года был назначен председателем Киевского Епархиального Училищного Совета, а в августе 1892 года — старшим цензором Санкт-Петербургского Комитета Духовной Цензуры и членом Учебного комитета при Святейшем Синоде, но занимал эти должности до момента назначения на пост ректора Санкт-Петербургской Духовной Академии. Призванный на трудный и ответственный пост ректора столичной Академии, архимандрит Борис целью своей деятельности поставил содействовать возможно большому преуспеянию и процветанию Академии: «Академия, должна стать рассадником общественных деятелей, сильных убеждением в высоте и святости того дела, которому они будут служить, устойчивых в борьбе со злом, проникнутых любовью к людям, способных быть не только учителями, но и действительными духовными врачами народа, для которых жизнь была бы поприщем неустанного труда, посвященному не достижению собственного только благополучия, а, главным образом, благу Церкви, общества, и народа».
Разные служебные неприятности и огорчения, а также сырой климат северной столицы вредно отразились на слабом здоровье архимандрита Бориса и он вынужден был просить место настоятеля миссии в Константинополе. Согласно прошению, с декабря 1893 года он был назначен на эту должность, где пробыл до 1899 года.
Едва на Санкт-Петербургской кафедре сменился митрополит (в декабре 1898 года им стал Антоний (Вадковский)), как 17 февраля 1899 года снова назначен ректором столичной Духовной Академии, на которой и состоял уже в сане епископа до 20 января 1901 года.
Наречение архимандрита Бориса во епископа состоялось в храме Санкт-Петербургской Духовной Академии.
9 мая 1899 года в Исаакиевском кафедральном соборе, совершена была хиротония архимандрита Бориса во епископа Ямбургского, викария Санкт-Петербургской епархии. Хиротонию совершали: митрополит Санкт-Петербургский и Ладожский Антоний (Вадковский); архиепископ Новгородский и Старорусский Феогност (Лебедев); архиепископ Тверской и Кашинский Димитрий (Самбикин) и другие архиереи.
В 1901 году был назначен председателем училищного Совета при Святейшем Синоде и членом Синода.
В сентябре — почётный член Санкт-Петербургской Духовной Академии.
18 ноября 1901 года епископ Борис скончался от острых приступов астмы в Крыму. Погребён в Исидоровской церкви Александро-Невской лавры в Санкт-Петербурге (захоронения церкви были перенесены или уничтожены в 1930-х годы).
Епископ Борис отличался широтой научных интересов, занимался пастырским и нравственным богословием, метафизикой, экзегетикой, апологетикой, церковной историей, филологией, философией, педагогикой. Глубокий знаток слова Божия, умевший своим красноречием привлекать к себе слушателей. Он обладал феноменальной памятью, даром слова убеждения. По жизни был аскет и молитвенник. Он был, по выражению современников его, «украшением Церкви».

## Сочинения
- О сравнительной мифологии Макса Мюллера. Изложение и критика новейшей лингвистической теории мифов // Филологические записки. — Воронеж, 1880
- Среднеболгарский Служебник 1532 года Палеографико-глоттологическиое исследованиеи // Филологические записки. — Воронеж, 1880.
- Из церковно-общественной жизни в Сибири. Сборник статей. Томск, 1884.
- Вопрос о классиках. Взгляд на историю, его современное состояние и значение. Введение в историю христианского просвещения в его отношениях к древней греко-римской образованности. Казань, 1884.
- История христианского просвещения в его отношениях к древней греко-римской образованности. Первый период — От начала христианства до Константина Великого. Казань, 1885. См. «Прав. Собес.» 1886, июнь.
- Период второй — От торжества христова при Константине Великом до окончательного падения греко-римского язычества при Юстиниане (313—529 г.г.). Казань, 1890.
- Период третий — Византийский — От Юстиниана до падения Константинополя (529—1459 г.г.).
- Опыт объяснения XIX главы книги Бытия с обращением особого внимания на апологетическое её значение. Москва, 1888.
- О значении и пользе образования. Речь к учащимся. Киев, 1888.
- Космология или метафизическое учение о мире. Выпуск первый. О пространстве времени. Москва, 1888.
- Выпуск второй. О движении материи и силе. Харьков, 1889.
- Основные принципы научной теории литературы. Методологический этюд // Филологические записки. — Воронеж, 1887.
- Задачи метафизики. Введение в курс метафизики. Харьков, 1889.
- В каких отношениях особенно важно для пастырей Церкви обладать научным знанием богословия? Киев, 1889.
- Общее введение в круг богословских наук. Киев, 1890.
- К учащимся. О побуждениях к усердным занятиям науками, по учению слова Божия. Беседа, Изд. 2-е, СПб., 1893.
- Об изучении истории просвещения вообще и истории литературы в особенности — Воронеж, 1889.
- Об изучении истории просвещения вообще и истории литературы в особенности // Филологические записки. — Воронеж, 1890.
- Главные черты арийской доисторической культуры по данным сравнительного языкознания // Филологические записки. — Воронеж, 1890.
- О невозможности чисто-физиологического объяснения душевной жизни человека. Апологетическое исследование. Харьков, 1890.
- «О начале мира». Апологетическое исследование. Киев, 1891.
- Записки по пастырскому богословию. Вып. I—IV. Киев, 1892.
- Речь, напечатанная в «Церк. Вестн.» № 46, 1892.
- «О свете духовном». Прощальная напутственная беседа окончившим курс студентам СПБ Духовной Академии. Изд. СПб., 1893.
- В чём искать счастья в жизни. Изд. 2-е, СПб., 1893.
- Очерки по истории просвещения в период Византийский. Вып. I, Киев, 1893.
- К учащимся. «О значении и пользе образования». Беседа. Изд. 2-е, СПб., 1893.
- Слово, сказанное в церкви С.-Петербургского клинического военного госпиталя. СПб., 1899.
- «Об употреблении времени». Речь студентам СПБ Духовной Академии пред молебствием в начале учебного года. СПб., 1900.
- Прощальная речь профессорам и студентам СПБ Духовной Академии, сказанная перед последним служением в Академической церкви. II. П. 1901 года. СПБ.
- Записки по Пастырскому богословию, сделано к английскому сочинению Hopins’a «Pasteral Theology».